# Chhapra

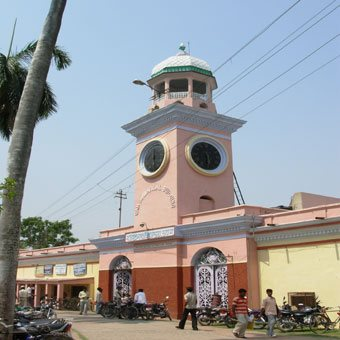

Chhapra ou Chapra (hindî : छपरा - ourdou : چہَپرَ)) est une ville indienne et la capitale du district de Saran dans l'État du Bihar.

## Géographie
La ville est située à la jonction de la Karnali et du Gange.

## Économie
Chhapra a pris de l'importance grâce à son commerce fluvial au XVIIIe siècle lorsque les Hollandais, Français, Portugais et Britanniques installaient des raffineries de salpêtre dans les environs. La ville a des réseaux routier et ferroviaire important en relation avec le reste de l'Inde.

## Histoire
Chhapra s'est constituée en municipalité en 1864.